# Silvia Legrand

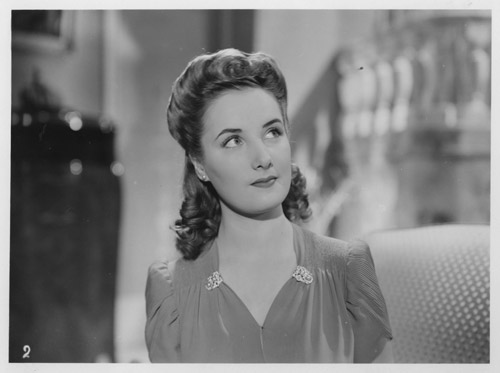
Silvia Legrand (1944)

Silvia Legrand (eigentlich María Aurelia Paula Martínez Suárez; * 23. Februar 1927 in Villa Cañás, Provinz Santa Fe; † 1. Mai 2020 in Martínez, Provinz Buenos Aires) war eine argentinische Schauspielerin.

## Leben
Silvia Legrand und ihre Zwillingsschwester Mirtha Legrand wurden am 23. Februar 1927 in Villa Cañás geboren. Ihr älterer Bruder war der Regisseur und Drehbuchautor José A. Martínez Suárez (1925–2019).
1940 erhielten sie und ihre Schwester die ersten Rollen im Film Hay que educar a Niní. Bis 1942 trat sie an der Seite ihrer Schwester noch in einigen Filmen auf, danach folgten mehrere eigenständige Rollen. In den 1970er Jahren zog sie sich von der Schauspielerei zurück.
Legrand war von 1944 bis zu dessen Tod 2005 mit dem Offizier Eduardo Lópina verheiratet. Aus der Ehe gingen zwei Töchter hervor.

## Filmografie (Auswahl)
- 1940: Hay que educar a Niní
- 1941: Soñar no cuesta nada
- 1941: La casa de los cuervos
- 1941: El más infeliz del pueblo
- 1942: Claro de luna
- 1942: Un nuevo amanecer
- 1942: El tercer beso
- 1943: Su hermana menor
- 1944: El juego del amor y del azar
- 1944: Siete mujeres
- 1958: Más allá del color:La vida de Gauguin y Degas (Miniserie)
- 1959: Campo arado
- 1960: Los acusados
- 1960: El bote, el río y la gente
- 1961: Viendo a Biondi (Fernsehserie)
- 1962: Das käufliche Mädchen (Bajo un mismo rostro)
- 1963: Caer en la tentación (Fernsehserie)
- 1965: Su comedia favorita (Fernsehserie)
- 1970: ¡Robot! (Miniserie)
- 1972: Juan Manuel de Rosas